# Tobias Lindholm
Tobias Lindholm, (født 5. juli 1977 i Næstved) er en dansk filminstruktør og manuskriptforfatter. Tobias Lindholm er uddannet fra Den Danske Filmskole i 2007.
Lindholm debuterede som manuskriptforfatter på Thomas Vinterbergs "Submarino" fra 2010. Han debuterede som instruktør med det barske fængselsdrama R fra 2010, som han  i 2011, sammen med  Michael Noer, vandt Bodilprisen for bedste danske film for. Han  har senere slået sit navn fast som manuskriptforfatter på Thomas Vinterbergs film,  Jagten (2012), og den internationale tv-succes Borgen (2010-13). I september 2015 blev det rapporteret, at han skulle skrive manuskript til en kommende drama om Berlinmuren, som instrueres af Paul Greengrass.
Kapringen (2012) er Tobias Lindholms anden spillefilm som instruktør, hvor han også selv har leveret manuskriptet. Kapringen vistes ved Filmfestivalen i Venedig 2012 i konkurrenceprogrammet Orizzonti. I 2015 udkom den tredje spillefilm Krigen. Til Oscar-nomineringerne 2016 blev Krigen tildelt en Oscar-nominering som bedste udenlandske film.
Lindholm instruerede den omstridte Efterforskningen, en dramaserie vist på TV 2 Danmark i 6 afsnit. Serien er baseret på opklaringen af Ubådssagen, hvor den 30-årige svenske journalist Kim Wall blev myrdet af den danske opfinder Peter Madsen. Peter Madsen optræder ikke direkte som figur i serien, som i stedet sætter fokus på den efterforskning. der til sidst ender med, at Peter Madsen idømmes livstid for drabet.

## Filmografi
- Hawaii (2006)

## Priser
- Kapringen vandt bl.a. prisen for bedste nordiske film på den internationale filmfestival i Göteborg.[6]

- British Academy Television Awards for Borgen